# Sven-Erik Hansén
Sven-Erik Mattias Hansén, född 23 april 1943 i Nedervetil, är en finländsk pedagog. Han är bror till företagsekonomen Sten-Olof Hansén.
Hansén blev pedagogie doktor 1988 och filosofie doktor 1992. Han var 1966–1973 folkskollärare och skolföreståndare i Pojo, 1975–1983 undervisningschef vid skolväsendets svenska avdelning i Vasa och lektor i pedagogik vid Åbo Akademi från 1983 till 1996, då han utnämndes till professor i ämnet.
Hansén har innehaft talrika förtroendeuppdrag bland annat inom det svensk-österbottniska kulturlivet. Bland hans arbeten märks Folkets språk i folkets skola (1988) och Tradition och reform (1991).